# Бесенак
Бесенак (фр. Beyssenac) насеље је и општина у централној Француској у региону Лимузен, у департману Корез која припада префектури Бриве ла Гајар.
По подацима из 2011. године у општини је живело 364 становника, а густина насељености је износила 19,89 становника/km². Општина се простире на површини од 18,3 km². Налази се на средњој надморској висини од 335 метара (максималној 436 m, а минималној 253 m).

## Демографија
| 1962. | 1968. | 1975. | 1982. | 1990. | 1999. | 2011. |
| ----- | ----- | ----- | ----- | ----- | ----- | ----- |
| 457   | 505   | 451   | 405   | 382   | 343   | 364   |

График промене броја становника у току последњих година